# Ливади (дем Еласона)
Ливади или Влахоливада (на гръцки: Λιβάδι, катаревуса Λιβάδιον, Ливадион) е село в Република Гърция, област Тесалия, дем Еласона. Ливади има население от 2507 души. Селото е предимно с влашко население.

## География
Разположено е високо в южните склонове на Шапка (Титарос).

## История
Жителите на селото взимат активно участие в подкрепата на гръцката въоръжена пропаганда в Македония (1904 – 1908).
На Етнографската карта на Битолския вилает на Картографския институт в София от 1901 година Ливадия е чисто влашко градче в Еласонската каза на Серфидженския санджак с 543 къщи.

## Личности
Родени в Ливади
- Агатангел Папагригориадис (1805 – 1887), гръцки духовник
- Георгакис Олимпиос (1772 – 1821), гръцки революционер
- Димитриос Занас (1850 – 1915), гръцки лекар, политик и революционер
- Димитриос Кивернидис (? – 1898), гръцки лекар
- Дионисий II Сервийски и Кожански (? – 1815), гръцки духовник
- Дионисий Сянос (? – 1854), гръцки духовник
- Неофит Ливадиотис (? – около 1830), гръцки духовник
- Николаос Дикас (1879 – 1957), гръцки политик